# حسین‌آباد (کاشان)
حسین‌آباد (کاشان)، روستایی از توابع بخش قمصر شهرستان کاشان در استان اصفهان ایران است.

## جمعیت
این روستا در دهستان قهرود قرار دارد و براساس سرشماری مرکز آمار ایران در سال ۱۳۸۵، جمعیت آن ۷۹ نفر (۲۵خانوار) بوده‌است.